# Arthur Griffith
Arthur Griffith, irl. Art Ó Gríofa (ur. 31 marca 1872 w Dublinie, zm. 12 sierpnia 1922) – irlandzki przywódca narodowy i polityk, przewodniczący Rady Wykonawczej 1922.
Był współzałożycielem i przewodniczącym organizacji Sinn Féin, ruchu powstałego w 1905 roku, który przewodził buntowi przeciwko Wielkiej Brytanii w latach 1919-1921. Należał również do grona założycieli powstańczego parlamentu irlandzkiego w 1919. W tym samym roku został wiceprezydentem nowo powołanej Republiki Irlandzkiej. Stał na czele irlandzkiej delegacji negocjującej traktat angielsko-irlandzki z roku 1921, na podstawie którego powstało Wolne Państwo Irlandzkie. Z niechęcią zgodził się na podział Irlandii i status dominium. Radykałowie z Irlandzkiej Armii Republikańskiej nie zaakceptowali tych warunków i wybuchła wojna domowa. W 1922 wybrano go na prezydenta Wolnego Państwa Irlandzkiego. Zmarł na atak serca po kilku miesiącach od objęcia tej funkcji.